# Tranchilitit
Tranchilititul este mineral silicat cu formula (Fe2+)8Ti3Zr2Si3O24. Acesta conține mai ales fier, oxigen, siliciu, zirconiu și titan, iar în cantități mai reduse ytriu și calciu. A fost numit după Mare Tranquillitatis (Marea Liniștii), zona lunară din care probele de rocă în care a fost găsit au fost colectate în timpul misiunii Apollo 11 (în 1969). Până la descoperirea sa în Australia în 2011, a fost ultimul mineral adus de pe Lună, considerat a fi unic și fără a avea un echivalent terestru.

## Descoperire
În 1970, oamenii de știință au descoperit în proba 10047 de rocă lunară un nou mineral. Acesta era un silicat de Fe, Ti și Zr, care conținea inclusiv pământuri rare. Prima analiză detaliată a mineralului a fost publicată în 1971, iar numele „tranquillityite” a fost propus și ulterior acceptat de către Asociația Internațională de Mineralogie. Ulterior a fost găsit în toate probele de rocă de proveniență lunară colectate de către misiunile Apollo. Vârsta eșantioanelor a fost determinată prin tehnici de datare plumb–uraniu.
Împreună cu armalcolitul și piroxferoitul, acesta este unul dintre cele trei minerale care au fost descoperite pentru prima dată pe Lună, înainte ca prezența lor  să fie pusă în evidență în probe de origine terestră. Fragmente de tranchilitit au fost găsite mai târziu în nord–vestul Africii, în meteoritul marțian NWA 856.
Prezența tranchilititului a fost semnalată (în 2011) în șase zone diferite din regiunea Pilbara din Australia de Vest, în diabaze și gabro datând din Proterozoic până în Cambrian. Probele respecive conțineau interstiții de zirconolit și apatit, asociate cu cuarț și feldspat, apărute într-un stadiu ulterior de cristalizare.

## Proprietăți
Tranchilititul apare sub formă de lamele subțiri (cu dimensiuni de până la 15×65 micrometri) în roci bazaltice, unde a fost produs într-o etapă de cristalizare târzie. Acesta este asociat cu cristobalit, feldspat alcalin etc. Mineralul este aproape opac, în cristale cu grosime redusă având culoarea roșie–maronie închisă. Probele analizate conțin mai puțin de 10% impurități (Y, Al, Mn, Cr, Nb și alte pământuri rare) și până la 0,01% (100 ppm) uraniu. Prezența unei cantități semnificative de uraniu a permis cercetătorilor să estimeze vârsta tranchilititului (și a unor minerale asociate în probele aduse de Apollo 11) la circa la 3710 milioane de ani, utilizând tehnica de datare plumb–uraniu.
Se crede că autoiradierea cu particule alfa generate prin dezintegrarea uraniului a fi la originea predominant amorfă (metamictă) a structurii tranchilititului. Cristalele sale au fost obținute prin recristalitare în urma tratamentului termic la 800 °C timp de 30 de minute. Tratamente mai lungi nu îmbunătățesc cristalinitatea, iar temperaturi mai ridicate condul la fracturarea spontană a probelor cristaline.
Cristalele au fost inițial indexate ca având o structură cristalină hexagonală cu parametrii de celulă elementară a= 1,169 nm și c= 2,225 nm, cu trei unități structurale per unitate de celulă elementară. Un omolog sintetic a fost obținut prin reacția unui amestec de oxizi de stoiciometrie corespunzătoare la 1500 °C.